# Грант (округ, Орегон)
Шаблон:StateAbbr_ 44°26′18″ пн. ш. 118°53′30″ зх. д. / 44.43841° пн. ш. 118.89173° зх. д.
Округ  Ґрант (англ. Grant County) — округ (графство) у штаті  Орегон, США. Ідентифікатор округу 41023.

## Історія
Округ утворений 1864 року.

## Демографія
За даними перепису 
2000 року 
загальне населення округу становило 7935 осіб, усе сільське.
Серед мешканців округу чоловіків було 3954, а жінок — 3981. В окрузі було 3246 домогосподарств, 2233 родин, які мешкали в 4004 будинках.
Середній розмір родини становив 2,89.
Віковий розподіл населення поданий у таблиці:
| Стать    | До 15 років | 15-21 | 22-29 | 30-39 | 40-49 | 50-65 | 65-85 | Понад 85 |
| -------- | ----------- | ----- | ----- | ----- | ----- | ----- | ----- | -------- |
| Чоловіки | 834         | 380   | 222   | 456   | 636   | 800   | 560   | 66       |
| Жінки    | 778         | 341   | 284   | 467   | 651   | 756   | 574   | 130      |

## Суміжні округи
- Уматілла — північ
- Юніон — північний схід
- Бейкер — схід
- Малер — південний схід
- Гарні — південь
- Крук — південний захід
- Вілер — захід
- Марроу — північний захід

## Виноски
1. ↑  U.S. Decennial Census. United States Census Bureau. Архів оригіналу за 26 квітня 2015. Процитовано 25 лютого 2015.
2. ↑  Historical Census Browser. University of Virginia Library. Архів оригіналу за 16 серпня 2012. Процитовано 25 лютого 2015.
3. ↑  Forstall, Richard L., ред. (27 березня 1995). Population of Counties by Decennial Census: 1900 to 1990. United States Census Bureau. Архів оригіналу за 19 лютого 2015. Процитовано 25 лютого 2015.
4. ↑  Census 2000 PHC-T-4. Ranking Tables for Counties: 1990 and 2000 (PDF). United States Census Bureau. 2 квітня 2001. Архів оригіналу (PDF) за 18 грудня 2014. Процитовано 25 лютого 2015.
5. ↑  State & County QuickFacts. United States Census Bureau. Архів оригіналу за 20 червня 2011. Процитовано 15 листопада 2013.(англ.) Наведено за англійською вікіпедією.
6. ↑  American FactFinder. Бюро перепису населення США. Архів оригіналу за 21 травня 2008. Процитовано 31 січня 2008.

| США | Це незавершена стаття з географії США. Ви можете допомогти проєкту, виправивши або дописавши її. |